# Peter Segal
Pour les articles homonymes, voir Segal.
Peter Segal est un producteur, réalisateur et scénariste américain né le 20 avril 1962 aux États-Unis.

## Filmographie

### Comme réalisateur
- 1992 : The Jackie Thomas Show (série télévisée)
- 1994 : Y a-t-il un flic pour sauver Hollywood ? (Naked Gun 33 1/3: The Final Insult)
- 1995 : Le Courage d'un con (Tommy Boy)
- 1996 : Président ? Vous avez dit président ? (My Fellow Americans)
- 2000 : La Famille foldingue (Nutty Professor II: The Klumps)
- 2003 : Self Control (Anger Management)
- 2004 : Amour et Amnésie (50 First Dates)
- 2005 : Mi-temps au mitard (The Longest Yard)
- 2008 : Max la Menace (Get Smart)
- 2013 : Match retour (Grudge Match)
- 2018 : Seconde chance (Second act)
- 2020 : Mon espion (My Spy)
- 2021 : Heels (série télévisée, 7 épisodes)
- 2024 : Mon espion 2 : Mission Italie

### Comme producteur
- 2002 : Pour le meilleur et pour le pire ("Hidden Hills") (série télévisée)

### Comme acteur
- 1994 : Y a-t-il un flic pour sauver Hollywood ? (Naked Gun 33 1/3: The Final Insult) : Producer of 'Sawdust & Mildew'
- 1996 : Président ? Vous avez dit président ? (My Fellow Americans) : TV Technician
- 2000 : La Famille foldingue (Nutty Professor II: The Klumps) : Scared Popcorn Man